# Kassama
Kassama is een gemeente (commune) in de regio Kayes in Mali. De gemeente telt 19.500 inwoners (2009).
De gemeente bestaat uit de volgende plaatsen:
- Badadioulafoundou
- Balandougou
- Balou
- Bantanko
- Bourama
- Dialadian
- Dioni
- Doumoufara
- Galassi
- Goudofara
- Guindinsou
- Kama
- Kassama
- Kéniéto
- Kobato
- Koufra
- Koulaya
- Manaoulé
- Samboula
- Sibidougou
- Tabakoto
- Woundouma
- Yétéra